# Dueñas (Iloilo)
Pour les articles homonymes, voir Dueñas (homonymie).
Dueñas est une municipalité de 4e classe de la province d'Iloilo, aux Philippines. Elle comptait 30 882 habitants lors du recensement de 2000 et 32 149 au 1er août 2007.

## Barangays
Dueñas est divisé administrativement en 47 barangays.
- Agutayan
- Angare
- Anjawan
- Baac
- Bagongbong
- Balangigan
- Balingasag
- Banugan
- Batuan
- Bita
- Buenavista
- Bugtongan
- Cabudian
- Calaca-an
- Calang
- Calawinan
- Capaycapay
- Capuling
- Catig
- Dila-an
- Fundacion
- Inadlawan
- Jagdong
- Jaguimit
- Lacadon
- Luag
- Malusgod
- Maribuyong
- Minanga
- Monpon
- Navalas
- Pader
- Pandan
- Ponong Grande
- Ponong Pequeño
- Purog
- Romblon
- San Isidro
- Santo Niño
- Sawe
- Taminla
- Tinocuan
- Tipolo
- Poblacion A
- Poblacion B
- Poblacion C
- Poblacion D